# Acqua distillata

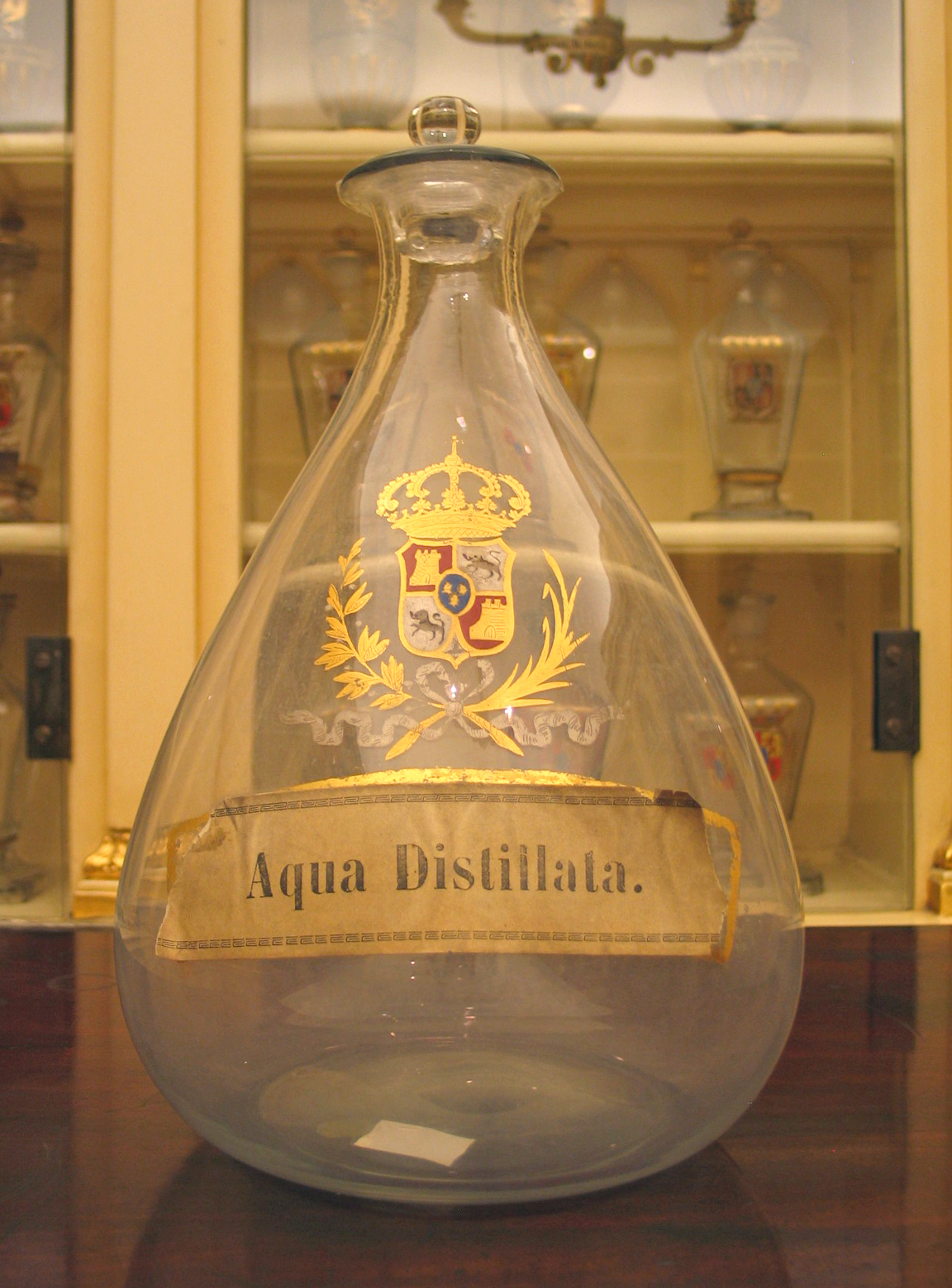
Acqua distillata (Farmacia Reale di Madrid).

L'acqua distillata (dH2O) è un'acqua quasi del tutto priva di impurità (tra cui microorganismi, sali minerali e gas disciolti) che si ottiene tramite un procedimento di distillazione.

## Caratteristiche
L'acqua distillata è del tutto priva di batteri e di residui minerali (tra cui il calcare). Presenta, inoltre, una conducibilità elettrica più bassa dell'acqua di partenza a causa di una più bassa concentrazione di ioni al suo interno.
Ha meno sapore rispetto all'acqua potabile e può essere definita insipida, dal gusto indefinito, metallico o amaro/metallico

## Tecniche di produzione

Apparato utilizzato per distillare l'acqua in laboratorio.

Per ottenere acqua distillata si ricorre al processo della distillazione, che consiste nel far bollire l'acqua, raccogliendo successivamente l'acqua condensata dal vapore acqueo per raffreddamento. I sali contenuti nell'acqua non evaporano per cui dalla raccolta del condensato si ottiene acqua con un contenuto di sali estremamente basso. Scartando la frazione iniziale di acqua evaporata, si ottiene inoltre un'acqua con un basso contenuto di gas volatili.
Lo strumento usato in laboratorio è detto distillatore ed è composto da un primo serbatoio ("caldaia"), in cui l'acqua viene fatta bollire, da un condensatore (il tipo più comune è il "tubo di Liebig"), e da un secondo serbatoio dove viene raccolta l'acqua distillata.

## Conservazione
L'acqua distillata per rimanere tale deve essere isolata il più possibile dall'ambiente esterno. Infatti, a causa delle buone capacità solventi dell'acqua, se esposta all'aria ne scioglie rapidamente parte dell'anidride carbonica (diossido di carbonio) presente, portando rapidamente il valore del pH a 5-6.
Inoltre, essendo una sostanza estremamente avida di ioni, deve essere conservata in recipienti di materiale plastico (contenitori in polietilene, polipropilene, Teflon), o, in mancanza, di vetro borosilicato o quarzo. Il vetro comune, sebbene abbia una struttura simile al quarzo, non può essere impiegato in quanto è una sorgente di ioni metallici e anioni.

## Usi

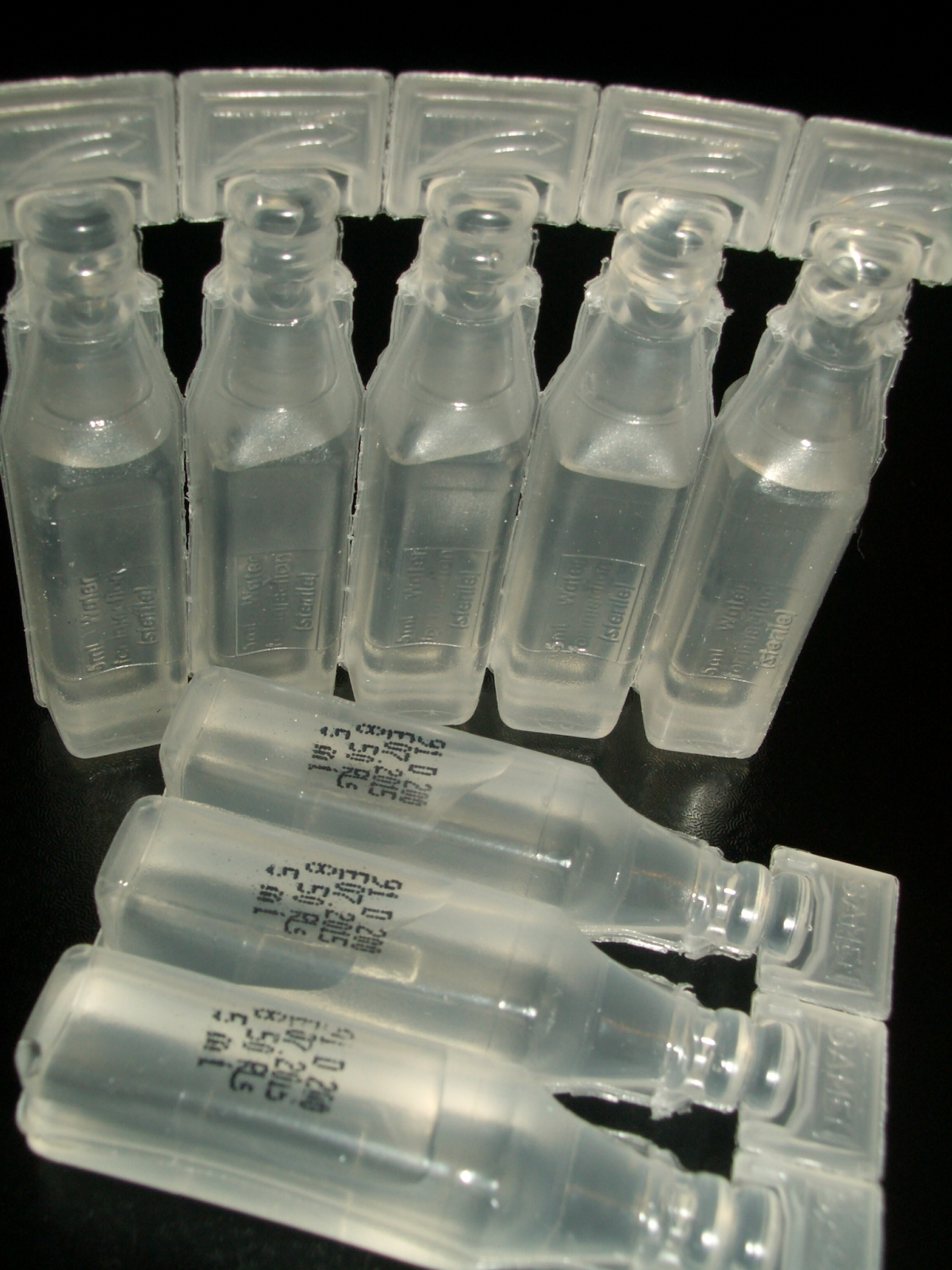
Acqua distillata sterilizzata per usi in ambito medico.

L'acqua distillata è utilizzata in laboratorio come reagente e per preparare soluzioni; in ambito domestico è usata per alimentare i ferri da stiro a vapore, che con il calcare potrebbero a lungo andare danneggiarsi.
In campo medico viene usata per le iniezioni e per la somministrazione di farmaci per via parenterale (per esempio, con l'utilizzo della flebloclisi), nonché per produrre la cosiddetta "soluzione fisiologica", che è una soluzione di 9 grammi per litro di cloruro di sodio in acqua distillata, a sua volta usata nella produzione di soluzioni iniettabili e colliri. Un ulteriore requisito fondamentale per l'acqua distillata destinata a questi scopi è la sterilità, cioè la totale assenza di organismi viventi (batteri, protozoi, virus, spore).
Tale sterilità è spesso ottenuta per esposizione dell'acqua distillata ad una fonte di luce ultravioletta. L'acqua distillata per la preparazione degli iniettabili deve essere sterile ed apirogena e quindi sottoposta ad un processo di microfiltrazione atto ad eliminare il contenuto di residui di batteri e virus uccisi con la sterilizzazione in autoclave. Infatti, tali residui pur non risultando infettanti possono causare febbri anche alte a causa della reazione immunologica che comunque avverrebbe nei loro confronti.